# Éva Székely
Éva Székely (Budimpešta, 3. travnja 1927. – 29. veljače 2020.) je bila mađarska plivačica.
Olimpijska je pobjednica u plivanju, a godine 1976. primljena je u Kuću slavnih vodenih sportova.